# Ellan Vannin (navire)

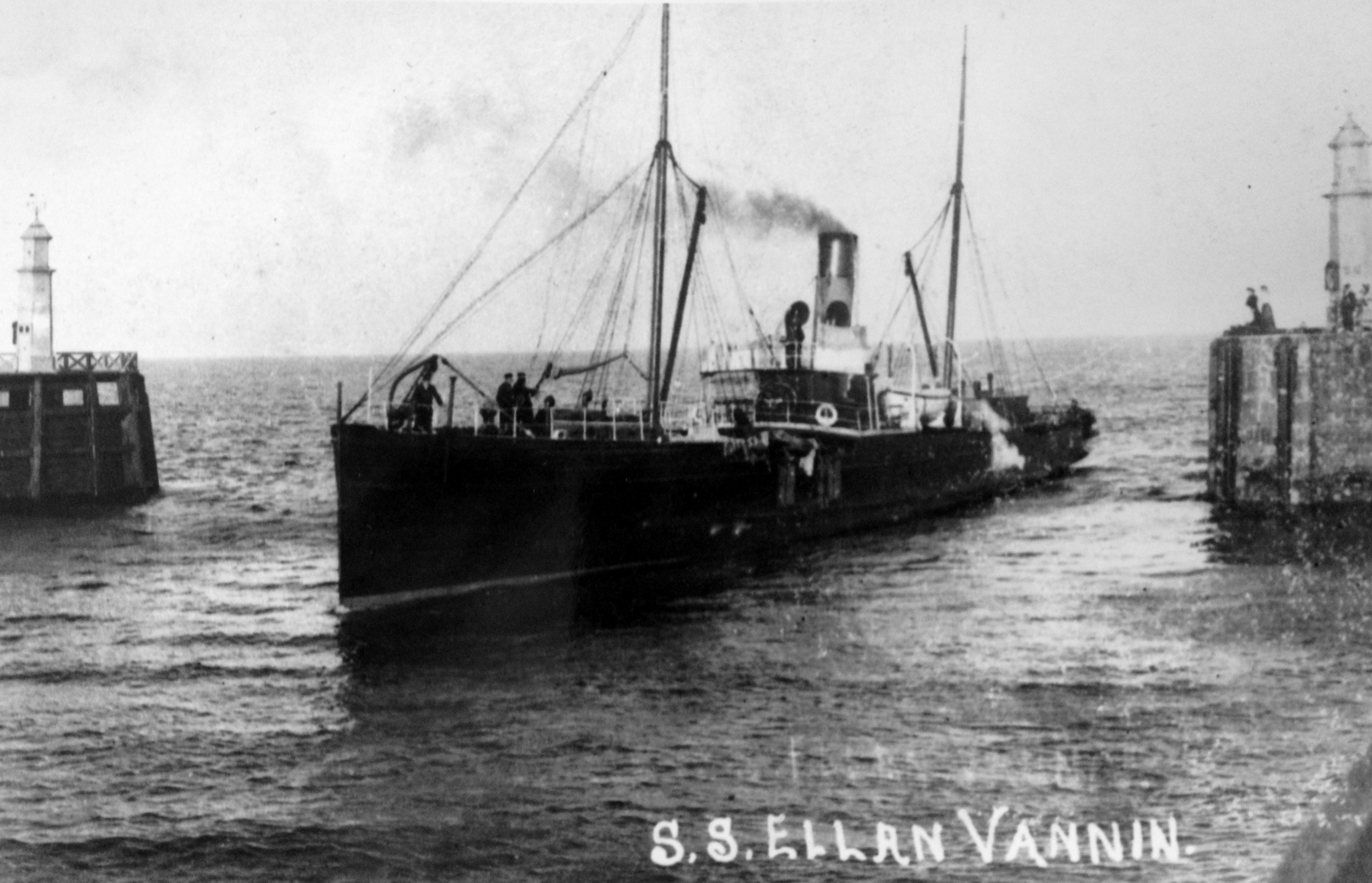
Ellan Vannin (navire)

L’Ellan Vannin est un navire de l'île de Man qui a sombré le 3 décembre 1909 à l'embouchure de la Mersey, provoquant la mort de 36 personnes, passagers et membres d'équipage. 
L’Ellan Vannin était un bateau à vapeur de la Steam Packet Company, basée sur l'île de Man. Il portait à l'origine le nom de Mona's Isle et avait été construit à Glasgow (Écosse) en 1860 avant d'être considérablement restauré et modifié en 1883. Il assurait principalement la liaison entre Ramsey, sur l'île de Man, et Liverpool et Whitehaven (Angleterre).

## Le dernier voyage de l'Ellan Vannin
Le 3 décembre 1909, l’Ellan Vannin s'apprête à faire la traversée entre Ramsey et Liverpool. Le bateau quitte le port mannois, dans la nuit, à 1 h 13. Le capitaine, James Teare, est un homme d'expérience, puisqu'il dirige des navires depuis 18 ans. 15 passagers ont pris place à bord, en plus des 21 hommes d'équipage. 60 tonnes de marchandises ont été chargées. Le baromètre est à la baisse, mais le temps n'est pas trop mauvais. Il va pourtant très vite se détériorer. À 6 h 35, alors que l’Ellan Vannin est en vue de l'embouchure de la Mersey, le vent souffle à force 10 sur l'échelle de Beaufort, provoquant des vagues de plus de 6 mètres. Le bateau commence à couler, sans doute submergé par une vague démesurée. Aucun survivant ne sera retrouvé.
L'enquête ne permet pas de mettre en cause le comportement du capitaine. Seul le temps exécrable semble expliquer la tragédie. Le corps du capitaine Teare sera retrouvé en janvier 1910 sur la plage d'Ainsdale-on-Sea, un village à 4 kilomètres au sud de Southport. Après le naufrage, la Steam Packet Company n'employa plus le nom d’Ellan Vannin pour aucun de ses bateaux.